# Ferrovia Shigaraki Kōgen
La Ferrovia Shigaraki Kōgen (信楽高原鐵道?, Shigaraki Kōgen Tetsudō) è una compagnia ferroviaria giapponese del terzo settore finanziata dalla prefettura di Shiga e dalla città di Kōka. La sua sede principale è nella città di Kōka e gestisce una linea ferroviaria nella prefettura di Shiga.

## Storia
L'azienda è stata fondata il 10 febbraio 1987. Il 13 luglio 1987 ha rilevato la linea Shigaraki da JR West in seguito alla privatizzazione delle Ferrovie Nazionali Giapponesi.
Il 14 maggio 1991, uno scontro frontale tra due treni sulla linea Shigaraki provoca 42 morti. Il servizio ferroviario è ripreso l'8 dicembre.
Il 1° aprile 2013 la ferrovia Shigaraki Kōgen diventa l'operatore ferroviario di seconda categoria per la linea Shigaraki e la città di Kōka, alla quale sono state trasferite le strutture ferroviarie come binari e materiale rotabile, diventa operatore ferroviario di terza classe. Il 15 settembre a causa del tifone Man-yi, la linea Shigaraki è stata sospesa. Il 16 i pilastri del ponte Sogawa furono spazzati via. Il servizio ferroviario è ripreso il 29 novembre 2014.

## Linee ferroviarie
La ferrovia gestisce la linea Shigaraki, un'ex linea JR West che è stata trasferita al terzo settore nel 1987. La linea Shigaraki collega Kibukawa sulla linea Kusatsu della JR West con Shigaraki.
- Linea Shigaraki (信楽線?): Kibukawa - Shigaraki (14,7 km, 6 stazioni)

## Materiale rotabile
- Serie SKR310
- Serie SKR400
- Serie SKR500

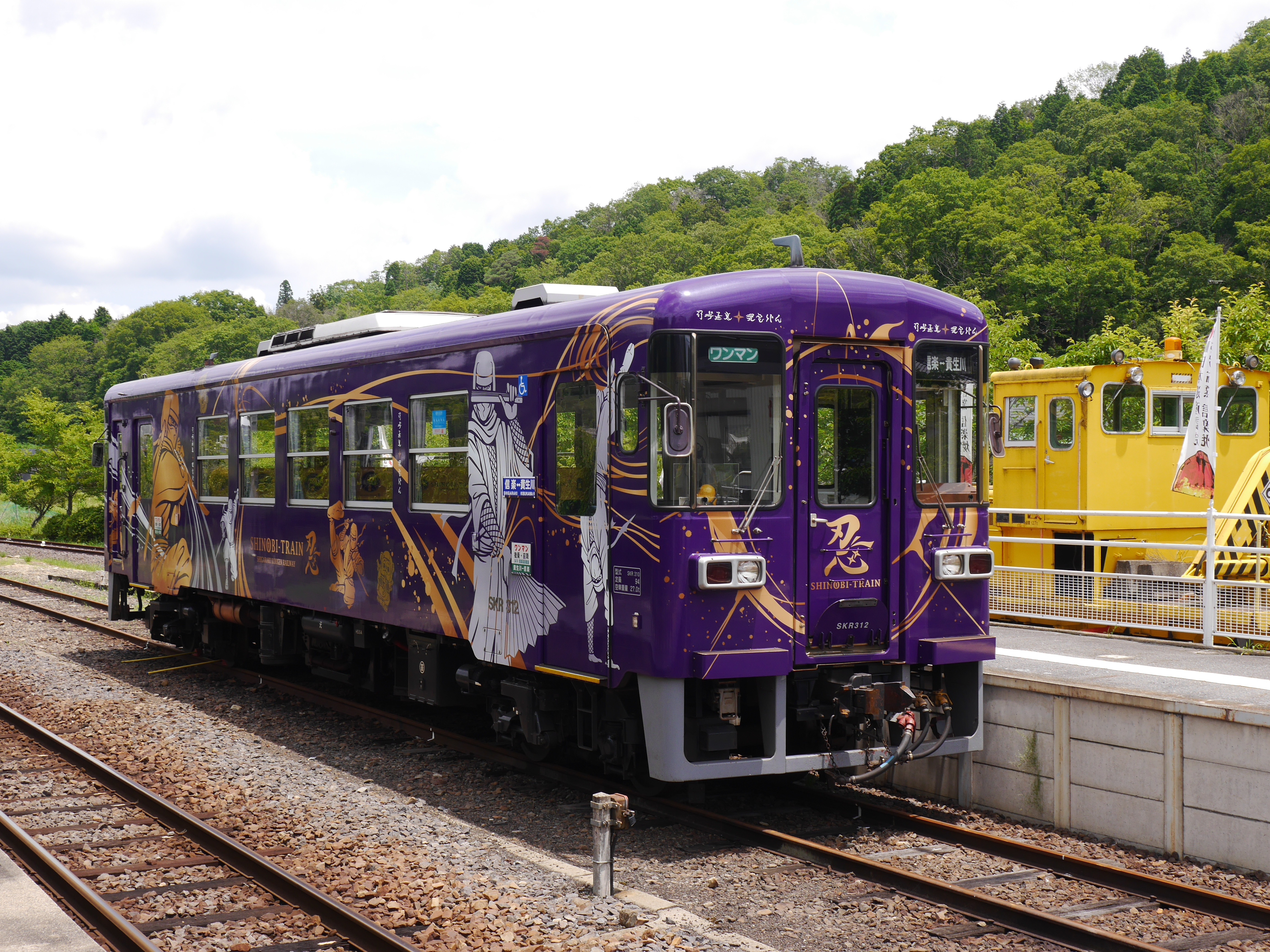
Serie SKR 310.
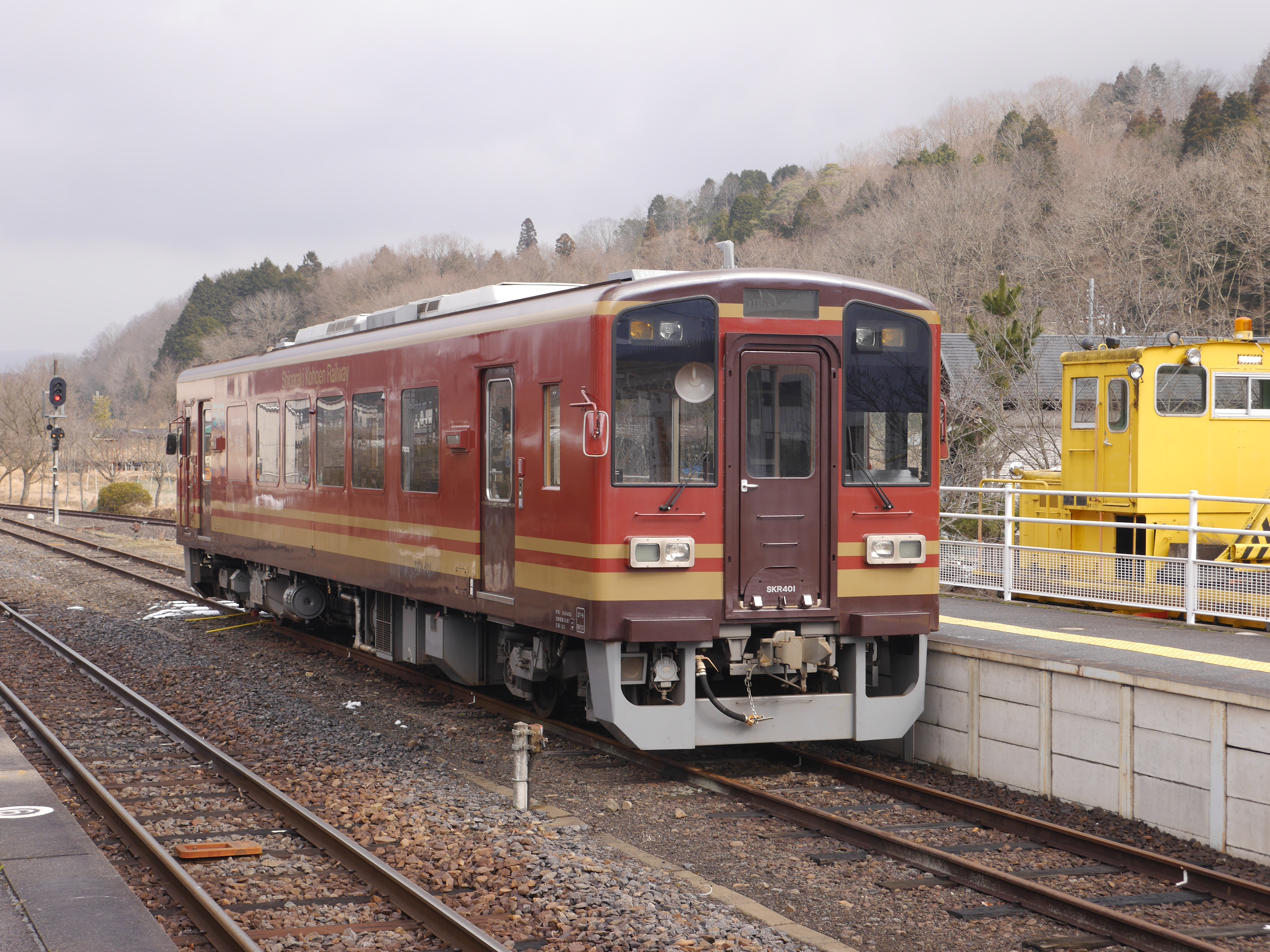
Serie SKR 400.
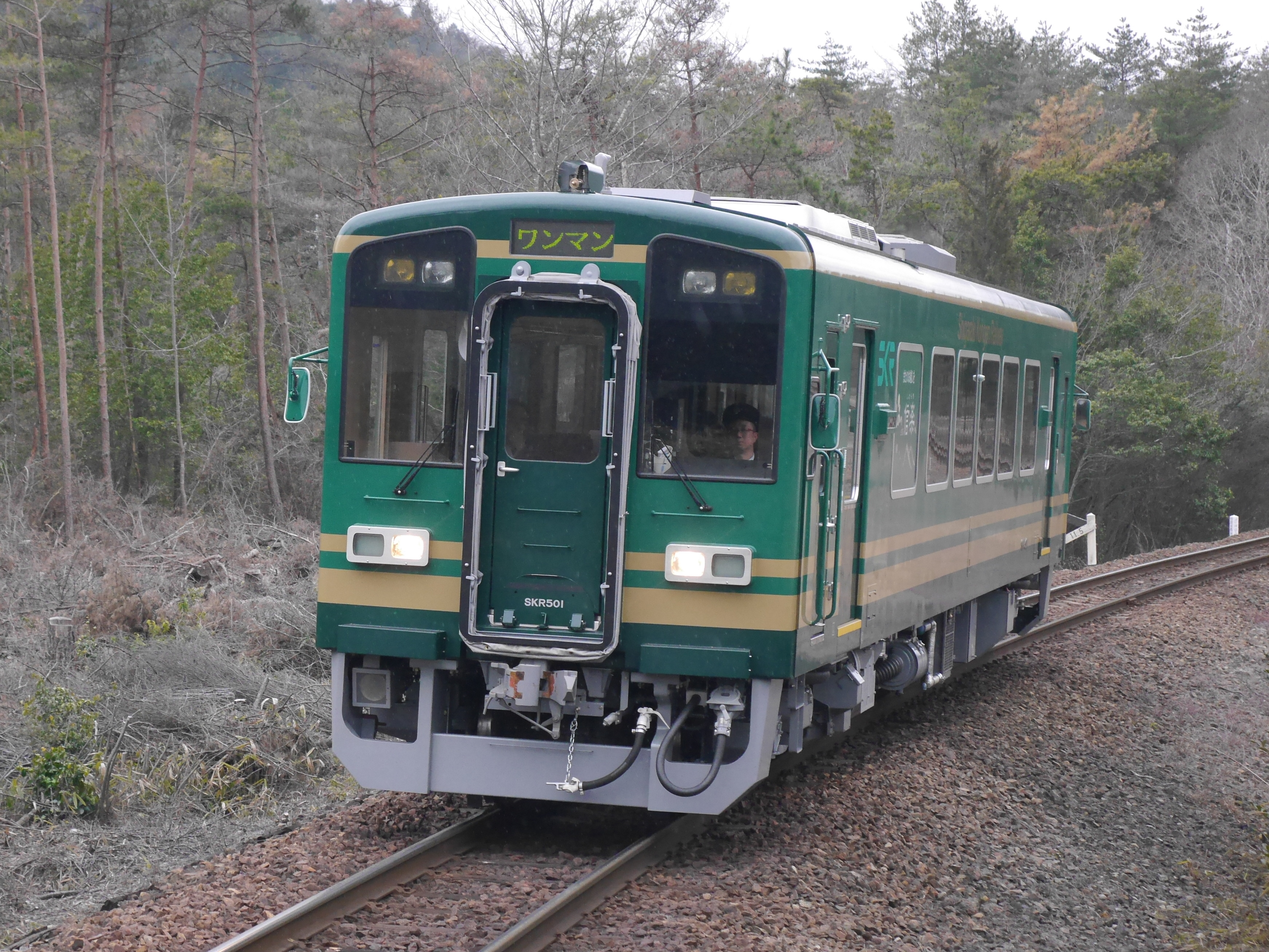
Serie SKR 500.